# Buchanania siamensis
Buchanania siamensis är en sumakväxtart som beskrevs av Friedrich Anton Wilhelm Miquel. Buchanania siamensis ingår i släktet Buchanania och familjen sumakväxter. Inga underarter finns listade i Catalogue of Life.